# Belair (Luxemburg)
Belair is een stadsdeel van Luxemburg in het westen van de stad. In 2001 woonden er 8154 mensen in de wijk. Tot 1956 heette Belair Neumerl.
Beggen · Belair · Bonnevoie-Nord-Verlorenkost · Bonnevoie-Sud · Cents · Cessange · Clausen · Dommeldange · Eich · Gare · Gasperich · Grund · Hamm · Hollerich · Kirchberg · Limpertsberg · Merl · Muhlenbach · Neudorf-Weimershof · Pfaffenthal · Pulvermühl · Rollingergrund-Belair Nord · Ville-Haute (Bovenstad, centrum) · Weimerskirch